# Speaker Denison’s rule

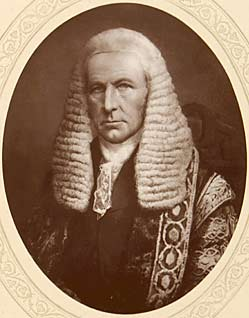
Evelyn Denison, 1. Viscount Ossington

Speaker Denison’s rule ist eine ungeschriebene Verfassungskonvention, die von John Evelyn Denison in seiner Zeit als Speaker of the British House of Commons (1857–1872) etabliert wurde. Sie regelt, wie der Speaker bei Stimmengleichheit seine Stimme abgibt.

## Ursprung
Als 1867 über eine Regelung für das Trinity College, Dublin abgestimmt wurde, stimmte Denison gegen die Regelung und erklärte, dass jede Entscheidung einer Mehrheit bedarf.
Grundsätzlich stimmt der jeweils amtierende Speaker für eine weitere Debatte. Wenn zuvor beschlossen wurde, dass auf die Debatte verzichtet werden soll, oder dass in bestimmten Fällen der Status quo beibehalten werden soll. Somit stimmt der Speaker:
- gegen ein finale Lesung eines Gesetzentwurfes oder gegen eine sofortige finale Lesung. Der spätere Zeitpunkt ermöglicht eine genauere Prüfung des Gesetzes.
- für eine frühere Lesung von Gesetzesentwürfen, um somit eine sofortige Debatte zu ermöglichen.
- gegen Gesetzesänderungen
- gegen Misstrauensvoten
- gegen Änderungen, die das House of Lords in Gesetze einbringen will.

Der Grundgedanke hinter dieser Regel ist, dass eine Änderung nur dann erfolgen sollte, wenn eine tatsächliche Mehrheit für die Änderung stimmt.
Die Regel des Sprechers Denison dient heute als Leitprinzip in vielen anderen Gremien mit neutralen Vorsitzenden.

## Stimmengleichheit im britischen House of Commons
| Datum             | Vorsitzender                       | Issue | Ayes und Noes | Entscheide Stimme des Vorsitzenden | Referenz    |
| ----------------- | ---------------------------------- | --- | ------------- | ---------------------------------- | ----------- |
| 3. April 2019     | Speaker John Bercow                | Ansetzung über weitere Abstimmungen im Parlament über den Brexit. | 310           | Nein                               | [ 5 ] [ 6 ] |
| 22. Juli 1993     | Speaker Betty Boothroyd            | Vertrag von Maastricht (Social Protocol) – Später wurde festgestellt das ein Ja-Stimme zu viel gezählt wurde.                                                                                      | 317           | Nein                               | [ 7 ]       |
| 21. Juni 1990     | Deputy Speaker Sir Paul Dean       | Änderung des Abtreibungsgesetzes von 1967 | 197           | Nein                               | [ 8 ]       |
| 30. Januar 1980   | Deputy Speaker Bernard Weatherill  | Antrag auf Erlaubnis zur Einbringung des Gesetzes über die Fernsehübertragung des Parlaments | 201           | Ja                                 | [ 9 ]       |
| 17. Juli 1978     | Deputy Speaker Godman Irvine       | Antrag, einem Änderungsantrag des Oberhauses zum Scotland Bill zu widersprechen | 286           | Ja                                 | [ 10 ]      |
| 11. November 1976 | Deputy Speaker Myer Galpern        | Antrag auf Ablehnung eines Änderungsantrags des Oberhauses zum Gesetz über die Flugzeug- und Schiffbauindustrie                                                                                    | 309           | Ja                                 | [ 11 ]      |
| 10. November 1976 | Speaker George Thomas              | Antrag, einer Änderung des Oberhauses zum Gesetzentwurf zur Regulierung der Hafenarbeit zu widersprechen                                                                                           | 310           | Ja                                 | [ 12 ]      |
| 10. November 1976 | Speaker George Thomas              | Antrag, einer Änderung des Oberhauses zum Gesetzentwurf zur Regulierung der Hafenarbeit zu widersprechen                                                                                           | 310           | Ja                                 | [ 13 ]      |
| 10. November 1976 | Deputy Speaker Myer Galpern        | Antrag, einer Änderung des Oberhauses zum Gesetzentwurf zur Regulierung der Hafenarbeit zu widersprechen                                                                                           | 309           | Ja                                 | [ 14 ]      |
| 27. Mai 1976      | Speaker George Thomas              | Änderungsantrag zu einem Verfahrensantrag zum Gesetzentwurf über die Flugzeug- und Schiffbauindustrie                                                                                              | 303           | Nein                               | [ 15 ]      |
| 2. Juni 1965      | Temporary Chairman Herbert Butcher | Antrag auf Beibehaltung des Wortlauts des Finanzgesetzes (Nr. 2) | 281           | Ja                                 | [ 16 ]      |
| 12. März 1958     | Deputy Speaker Gordon Touche       | Antrag auf Hinzufügen einer neuen Klausel zum Gesetz über den Unterhalt | 153           | Nein                               | [ 17 ]      |
| 24. Juni 1952     | Deputy Speaker Charles MacAndrew   | Antrag auf Erlaubnis zur Einführung des Lizenzierungsgesetzes für Flughäfen | 173           | Ja                                 | [ 18 ]      |
| 1. März 1951      | Deputy Chairman Charles MacAndrew  | Antrag, dass eine Klausel Teil des Reserve and Auxiliary Forces (Training) Bill bleibt | 82            | Ja                                 | [ 19 ]      |
| 1. Mai 1950       | Chairman James Milner              | Antrag auf Kürzung des Haushaltsvoranschlags für Gehälter im Verkehrsministerium um 1000 £ | 278           | Nein                               | [ 20 ]      |
| 12. April 1938    | Speaker Edward Fitzroy             | Antrag auf Erlaubnis zur Einführung eines Gesetzes über die jüdische Staatsbürgerschaft (zur Ausweitung der palästinensischen Staatsbürgerschaft auf Juden außerhalb des Mandatsgebiets Palästina) | 144           | Ja                                 | [ 21 ]      |
| 22. Juli 1910     | Speaker James Lowther              | Änderungsantrag zum Regency Bill um die im Ausschuss gestrichene Worte wiederherzustellen |               |                                    |             |
| 3. April 1905     | Speaker William Court Gully        | Antrag auf Anweisung an den Ausschuss, der sich mit dem Gesetzentwurf zum London County Council (Tramways) zu befassen                                                                             | 171           | Nein                               | [ 22 ]      |
| 25. Juli 1887     | Speaker Arthur Peel                | Antrag auf Vertagung der Debatte zur zweiten Lesung des Gesetzes zur Bestätigung von Ehen | 75            | Ja                                 | [ 23 ]      |
| 15. Juni 1870     | Speaker Evelyn Denison             | Antrag auf Vorlage der Frage zur zweiten Lesung des Änderungsgesetzes zum Representation of the People Acts                                                                                        | 181           | Ja                                 | [ 24 ]      |
| 10. Juni 1868     | Speaker Evelyn Denison             | Antrag auf eine zweite Lesung des Gesetzes über das Eigentum verheirateter Frauen jetzt und nicht erst in sechs Monaten                                                                            | 123           | Ja                                 | [ 25 ]      |
| 24. Juli 1867     | Speaker Evelyn Denison             | Antrag über die Fellowships am Trinity College, Dublin. | 108           | Nein                               | [ 26 ]      |
| 7. Juni 1866      | Speaker Evelyn Denison             | Antrag auf Vertagung der Debatte über den Antrag ’Mr. Speaker do leave the Chair’ | 46            | Ja                                 | [ 27 ]      |
| 1. Juli 1864      | Speaker Evelyn Denison             | Dritte Lesung über des Tests Abolition (Oxford) Bill | 170           | Ja                                 | [ 28 ]      |
| 19. Juni 1861     | Speaker Evelyn Denison             | Antrag auf eine sofortige dritte Lesung des Church Rates Abolition Bill | 274           | Nein                               | [ 29 ]      |
| 10. Mai 1860      | Speaker Evelyn Denison             | Änderung des Fischereigesetzes (Schottland) | 37            | Nein                               | [ 30 ]      |